# 葡萄牙葡萄酒

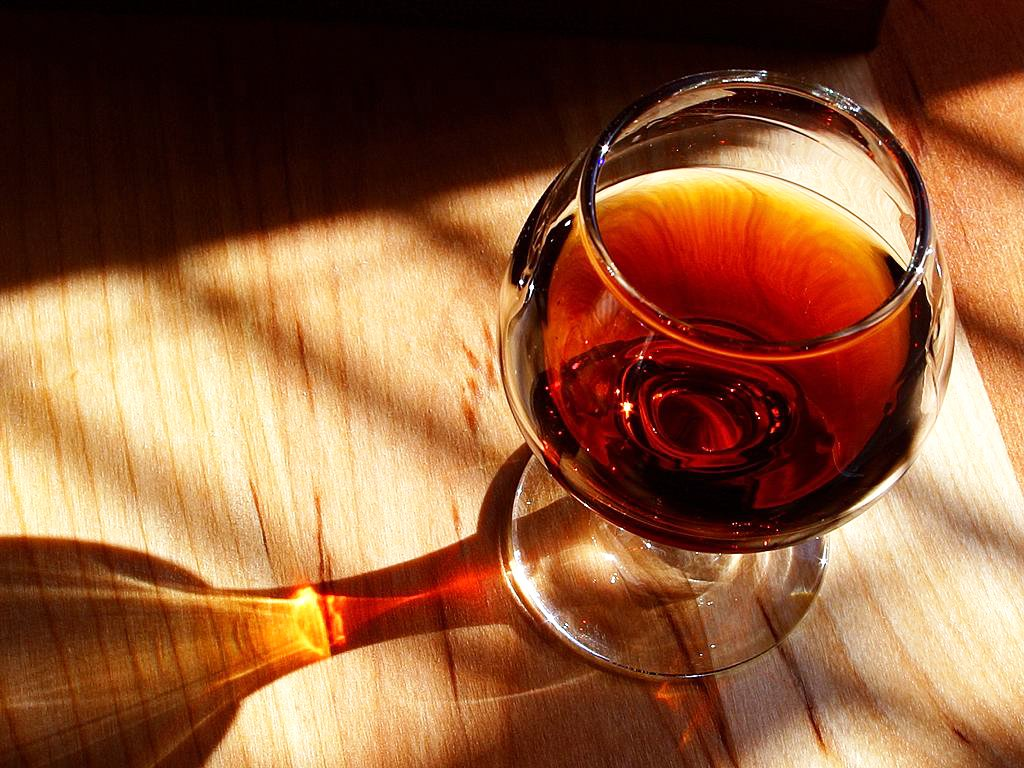
一杯波特酒

葡萄牙在羅馬帝國時代就開始生產並出口葡萄酒，杜羅河谷和皮庫島兩大葡萄酒產區更被列為世界遺產。在羅馬帝國時期，葡萄牙南部地區就已經開始進行葡萄種植，並將葡萄酒出口至羅馬帝國各地。按照種植地區的不同，葡萄牙葡萄酒也可以分為多個不同品種。

## 歷史
葡萄牙人釀造葡萄酒已有悠久歷史。早於古羅馬時代，葡萄酒已經被銷售於古羅馬帝國各地。中世紀期間種植範圍不斷擴大。至十二世紀，英國人開始從葡萄牙進口葡萄酒。此後波特酒開始在英國普及。

## 葡萄品種
一般葡萄牙葡萄酒都是採用當地品種釀造，但一些國際通用的種類，包括霞多麗、赤霞珠、梅洛葡萄等亦有栽種。

## 著名酒品
- 波特酒
- 馬德拉酒
- 蜜桃紅